# Sheena (serie televisiva)
Sheena è una serie televisiva statunitense di avventura, trasmessa a partire dal 7 ottobre 2000 in syndication negli USA. In Italia la serie ha debuttato nel 2002 su Italia 1 ed è stata replicato più volte dal canale Sky Fantasy.
Le serie è ispirata a uno storico fumetto di successo del 1938, Sheena, da cui era già stata tratta una serie televisiva negli anni cinquanta e un film nel 1984, Sheena, regina della giungla.
La protagonista è Gena Lee Nolin, divenuta nota come la bagnina sexy Neely Capshaw nel telefilm Baywatch e per avere posato per la rivista Playboy.

## Trama
In mezzo alla natura selvaggia vive un'inaspettata eroina, salvatrice del suo paradiso africano, dove è stata cresciuta dalla tribù dei Kaya, che si prendono cura di lei da quando l'hanno trovata sola e abbandonata. Il suo nome è Sheena ed è la regina della giungla. Pur essendo una donna bianca, vive come i natii, l'unica famiglia che abbia mai conosciuto. È accompagnata da Kali, la sciamana della tribù, dall'avventuriero Matt Cutter, innamorato di lei, e da Mendelsohn, aiutante di Cutter. I suoi più grandi amici tuttavia non sono gli uomini bensì gli animali, con i quali ha la capacità di comunicare telepaticamente.
Le sue avventure la portano a essere costantemente impegnata a difendere il luogo in cui vive da cacciatori senza scrupoli, ricchi e malvagi di ogni tipo, che non rispettano l'ambiente perché interessati solo a sfruttarlo e a ricavarne guadagni, o perché fanatici della modernizzazione. Per proteggere la flora e la fauna del suo Paese, Sheena ricorre allo straordinario potere che le consente di trasformarsi fisicamente e psicologicamente in qualsiasi animale conosca, acquisendone forza, agilità e sensi potenziati.

## Personaggi
- Sheena, interpretata da Gena Lee Nolin, una versione femminile di Tarzan. Rimasta orfana da bambina e adottata dalla sciamana Kali, sfrutta la sua capacità di trasformarsi in animale (che non aveva nel fumetto, né nella serie precedente[1]) per proteggere la giungla dove vive. Sempre per spaventare i suoi nemici, Sheena si traveste in un mostro chiamato Darak'Na, coprendosi di fango ed indossando finti artigli.
- Matt Cutter, interpretato da John Allen Nelson, un avventuriero che diviene alleato di Sheena nella prima puntata. Ex giocatore di calcio e cecchino della CIA, Cutter ora noleggia fuoristrada ed aerei ai turisti. Inizialmente avido, diviene maggiormente disinteressato grazie al suo amore per Sheena.
- Kali, interpretata da Margo Moorer, la sciamana della tribù dei Kaya. Anch'ella, come Sheena, può trasformarsi in animale.
- Mendelsohn, interpretato da Kevin Quigley, meccanico e pilota di aerei, che lavora alle dipendenze di Cutter.

## Produzione
La serie fu prodotta da Columbia TriStar Television e Sony Pictures Entrainment e girata ad Orlando in Florida, benché sia ambientata in Africa. Le trasformazioni di Sheena in animale sono state realizzate sovrapponendo le immagini al computer.

### Registi
Tra i registi sono accreditati:
- Scott Paulin in 5 episodi (2000-2001)
- Jon Cassar in 3 episodi (2000-2001)
- Carl Weathers in 3 episodi (2000-2001)
- Chuck Bowman in 1 episodio (2000)

### Sceneggiatori
Tra gli sceneggiatori sono accreditati:
- Steven L. Sears in 6 episodi (2000-2001)
- Babs Greyhosky in 5 episodi (2000-2001)
- Bil Taub in 4 episodi (2000-2001)

## Episodi
| Stagione         | Episodi | Prima TV USA |
| ---------------- | ------- | ------------ |
| Prima stagione   | 22      | 2000-2001    |
| Seconda stagione | 13      | 2001-2002    |